# Restless Virgins
Restless Virgins è un film per la televisione del 2013 diretto da Jason Lapeyre, con Vanessa Marano, Max Lloyd-Jones e Charlie Carver. È liberamente basato sul libro omonimo di Abigail Jones e Marissa Miley, ispirato allo scandalo sessuale verificatosi nel 2005 alla Milton Academy di Boston. Il film è stato trasmesso in America sul canale televisivo Lifetime il 9 marzo 2013.

## Trama
Emily, redattrice del giornale scolastico della Sutton Academy, è una ragazza studiosa che frequenta la scuola grazie a una borsa di studio. I ricchi compagni, però, la maltrattano e così, durante l'ultimo anno scolastico, decide di scrivere un articolo su come le studentesse scambino favori sessuali per ottenere la popolarità. Intanto, s'innamora di Lucas, uno studente appena arrivato dal Nebraska. 